# 張永龍
張永龍為中國清朝武將官員，本籍陝西。張永龍於1733年（雍正11年）奉旨接替靳光瀚，於台灣地區擔任台灣北路營參將（營署設於諸羅）。而此官職是台灣清治時期此階段，受台灣鎮總兵制約的台南以北最高軍事將領。
1734年，台灣鎮增設台灣北路協，台灣北路營裁撤。
| 前任： 靳光瀚 | 台灣北路營參將 1734年上任 | 繼任： 無（升格為台灣北路協） |